# Anže Berčič
Anže Berčič (Kranj, 25 de noviembre de 1990) es un deportista esloveno que compite en piragüismo en la modalidad de eslalon.
Ganó tres medallas en el Campeonato Mundial de Piragüismo en Eslalon entre los años 2014 y 2022, y cuatro medallas en el Campeonato Europeo de Piragüismo en Eslalon entre los años 2013 y 2019.

## Palmarés internacional
| Campeonato Mundial | Campeonato Mundial          | Campeonato Mundial | Campeonato Mundial |
| Año                | Lugar                       | Medalla            | Competición        |
| ------------------ | --------------------------- | ------------------ | ------------------ |
| 2014               | Deep Creek (Estados Unidos) | Medalla de bronce  | C1 por equipos     |
| 2018               | Río de Janeiro (Brasil)     | Medalla de plata   | C1 por equipos     |
| 2022               | Augsburgo (Alemania)        | Medalla de oro     | C1 por equipos     |
| Campeonato Europeo |                             |                    |                    |
| Año                | Lugar                       | Medalla            | Competición        |
| 2013               | Cracovia (Polonia)          | Medalla de bronce  | C1 por equipos     |
| 2014               | Viena (Austria)             | Medalla de oro     | C1 por equipos     |
| 2017               | Tacen (Eslovenia)           | Medalla de plata   | C1 por equipos     |
| 2019               | Pau (Francia)               | Medalla de oro     | C1 por equipos     |